# Biserica romano-catolică din Leliceni
Biserica romano-catolică „Sf. Duh” din Leliceni este un ansamblu de monumente istorice aflat pe teritoriul satului Leliceni; comuna Leliceni, județul Harghita.

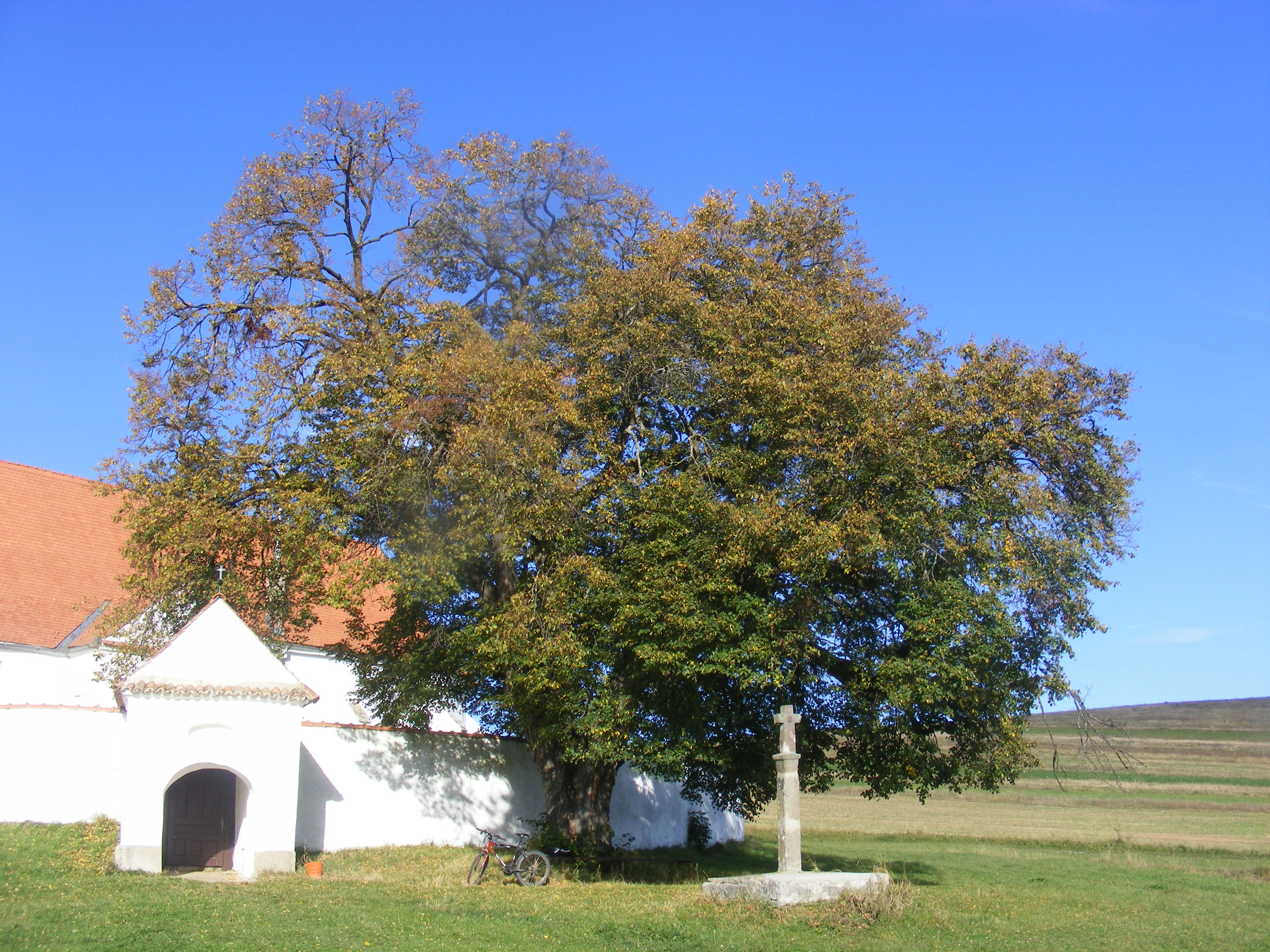
Teiul secular din faţa bisericii

Ansamblul este format din următoarele monumente:
- Biserica romano-catolică „Sf. Duh” (cod LMI HR-II-m-A-12857.01)
- Zid de incintă (cod LMI HR-II-m-A-12857.01)

## Istoric și trăsături
Biserica romano-catolică a fost construită în secolul al XIV-lea și a fost extinsă în secolul al XV-lea, ajungând la forma curentă în 1806. Altarul a fost făcut la comanda familiei Czakó în 1510. Acesta se află în prezent în Muzeul Național al Ungariei din Budapesta. Clopotul mare al bisericii datează din anul 1502.
Teiul din dreptul bisericii romano-catolice, arbore secular, a fost desemnat în anul 2011 drept „arborele european al anului.”

## Vezi și
- Leliceni, Harghita